# 不倫瑞克半島

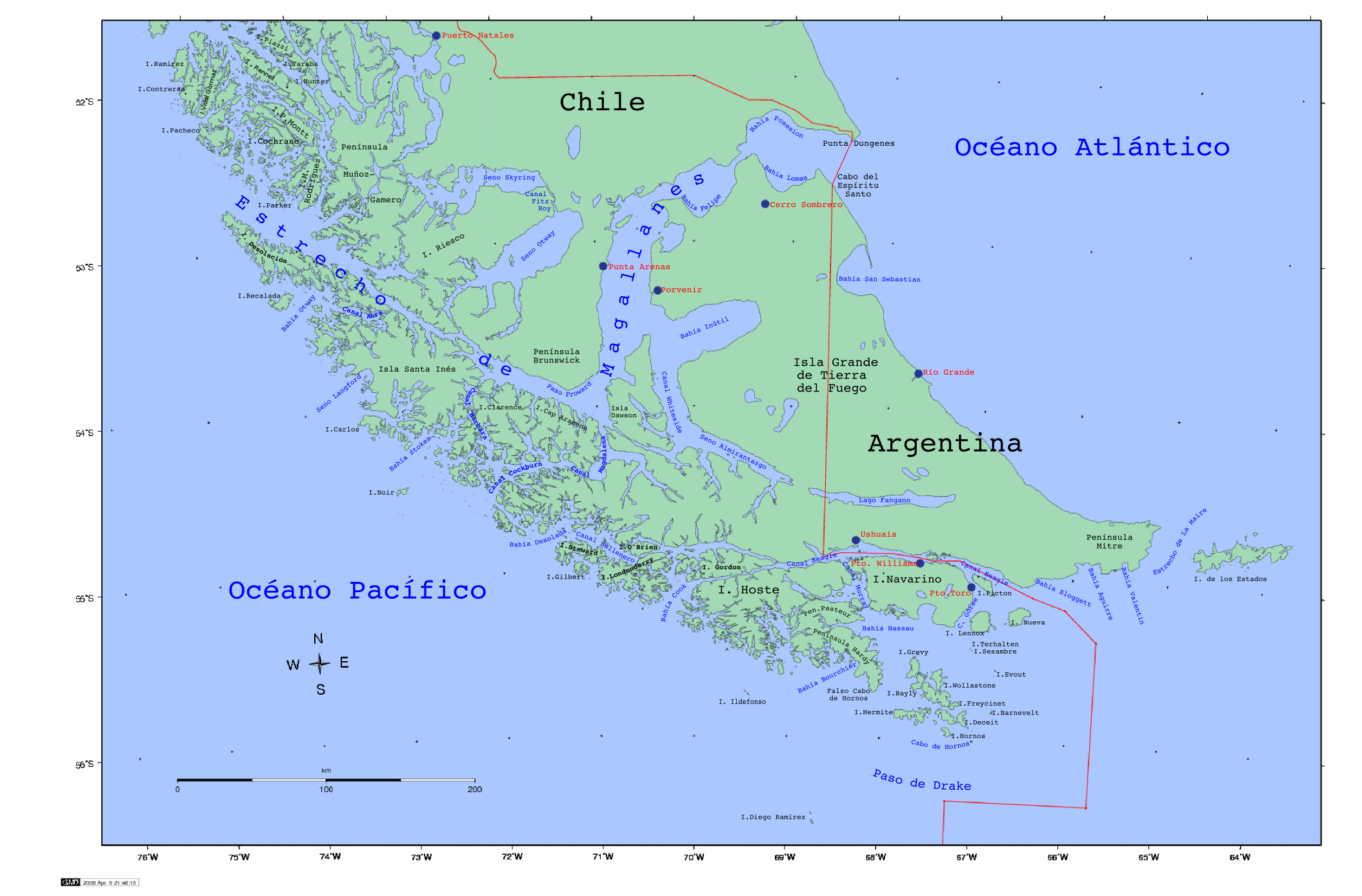
不倫瑞克半島位置

不倫瑞克半島是智利的半島，位於巴塔哥尼亞的麥哲倫-智利南極大區，座標53°30′S 71°25′W / 53.500°S 71.417°W，北部和南部闊度分別是16公里和80公里，從南端弗羅厄德角起長度115公里，面積超過6,300平方公里，是美洲大陸的最南端，半島上只有一個城市蓬塔阿雷納斯。